# ستان ليتل
ستان ليتل هو نقابي كندي، ولد في 1911، وتوفي في 15 مايو 2000.